# Maarten Dirk van Renesse van Duivenbode
Maarten Dirk van Renesse van Duivenbode (Ternate, 2 juni 1804 - aldaar, 31 maart 1878) was een Nederlandse ondernemer, reder, handelaar in vogelveren en natuurhistorische specimens en honorair gezagsdrager op Ternate in Nederlands-Indië. Van 1858 tit 1861 verleende hij onderdak en andere steun aan de Britse natuuronderzoeker en mede-auteur van de evolutietheorie Alfred Russel Wallace tijdens zijn reizen door de Molukken.

## Biografie
Van Duivenbode werd geboren op Ternate. Zijn vader heette Dirk Maartens van Duivenbode. Pas in 1867 kreeg Maarten Dirk toestemming van de 
Gouverneur-Generaal van Nederlands-Indië om Van Renesse toe te voegen aan zijn familienaam. De naam is ontleend aan die van zijn overgrootmoeder aan moederskant. In 1825 huwde hij met Carolina Jacoba Weintré (1812 - 1836). Uit dit huwelijk werden vier kinderen geboren: Lodewijk Diedrik Willem Alexander, Frederika Antoinetta Carolina, Gijsbrecht Ulrich en Willem Cornelis. De oudste zoon Lodewijk werd ook handelaar in vogelhuiden en -veren. Na de dood van zijn echtgenote hertrouwde hij de van oorsprong Chinese Gim Nio die zich later liet dopen als Antoinette Elisabeth Johanna. Uit dit huwelijk werden drie kinderen geboren: Constantijn Gerard Johan, Diedrik Lennart en Adolphina Susanna Wilhelmina (1844 - 1919 Delft). Adolphina trouwde in 1865 met  Antonie Augustus Bruijn die samen met zijn zwagers de handel in naturalia overnam.

### Alfred Russel Wallace en Van Duivenbode
In The Malay Archipelago, het reisboek van Alfred Russel Wallace wordt Maarten Dirkz van Renesse van Duivenbode uitgebreid genoemd: "...Mr. Duivenbode(n), a native of Ternate from an ancient Dutch family..." Volgens Wallace was Van Duivenbode daar een machtig en rijk persoon die eigenaar was van schepen, plantages en landgoederen en meer dan honderd slaven. Hij had meer macht dan de plaatselijke machthebbers (radja's)
Wallace was een Britse natuuronderzoeker, verzamelaar en handelaar in dieren en planten uit vreemde streken. Hij reisde tussen 1854 en 1862 door de Indische Archipel. Van januari 1858 tot en met 1862 gebruikte hij een huis op Ternate als basiskamp voor verschillende reizen door de Molukken, de Kei-eilanden, de Aroe-eilanden en naar Vogelkop (Nieuw-Guinea). Hierbij  werd hij geholpen door Van Duivenbode en diens zonen, die Wallace ook vermeldt in zijn boek omdat ze hem in 1858 vergezellen op zijn reis naar Halmahera ("Gilolo").
In dat jaar, op 9 maart 1858, stuurde Wallace een manuscript naar Charles Darwin met de titel Tendency of varieties to depart indefinite from the original type. Darwin ontving dit document op 18 juni 1858. In dit essay beschreef Wallace dezelfde ideeën over evolutie. Dit leidde ertoe dat Darwin zijn boek On the origins of species by means of natural selection eerder publiceerde dan hij aanvankelijk van plan was.

## De nalatenschap van Duivenbode
De familie Van Duivenbode was gespecialiseerd in het (laten) verzamelen van paradijsvogels waarvan de veren zeer gewild waren en een hoge handelswaarde hadden. Een aantal soorten dragen (in het Engels) de naam van Van Duivenbode, maar bleken bij nader onderzoek geen nieuwe soorten maar bastaards:
- Paradisaea duivenbodei  (Duivenbode's bird of paradise) een hybride tussen Keizer wilhelms paradijsvogel (Paradisaea guilielmi) en de kleine paradijsvogel (P. minor)
- Paryphephorus duivenbodei (Duivenbode's riflebird) een hybride tussen de prachtgeweervogel (Ptiloris magnificus) en de kraagparadijsvogel (Lophorina superba)
- Parotia duivenbodei (Duivenbode's six-wired bird of paradise) waarschijnlijk was dit een hybride tussen  de arfakparotia (Parotia sefilata) en de kraagparadijsvogel.

Wel zijn er nieuwe aparte vogelsoorten naar hem vernoemd: 
- Sangirhoningzuiger (Aethopyga duyvenbodei)
- Duyvenbodes lori (Chalcopsitta duivenbodei)

En ook een libellensoort
- Brachydiplax duivenbodei

In 1883 kreeg het Zoölogisch Museum Amsterdam (ZMA) ongeveer 100 balgen van vogels die verzameld waren door zijn zoon Lodewijk Diedrik Willem Alexander van Renesse van Duivenbode. Deze collectie was gebruikt voor de wereldtentoonstelling in Amsterdam.